# Selago hyssopifolia
Selago hyssopifolia är en flenörtsväxtart. Selago hyssopifolia ingår i släktet Selago och familjen flenörtsväxter.

## Underarter
Arten delas in i följande underarter:
- S. h. hyssopifolia
- S. h. retrotricha